# Amazonepeira manaus
Amazonepeira manaus är en spindelart som beskrevs av Levi 1994. Amazonepeira manaus ingår i släktet Amazonepeira och familjen hjulspindlar. Inga underarter finns listade i Catalogue of Life.